# The Substitute (programa de televisión)
The Substitute (conocida como El Suplente: ¿Quién podría dudar de un maestro? en Hispanoamérica) es un programa de televisión de telerrealidad estadounidense que se estrenó en Nickelodeon el 1 de abril de 2019. El programa presenta bromas y celebridades que actúan encubiertos como maestros sustitutos para sorprender a estudiantes, con donaciones de $25,000 a cada escuela que visitan. La serie fue renovada para una segunda temporada conducida por Juanpa Zurita.

## Producción

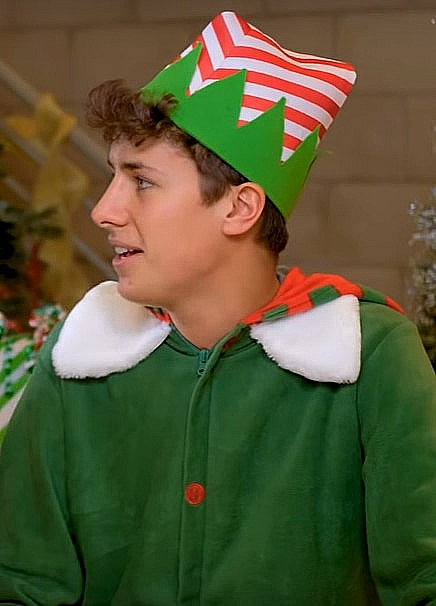
Juanpa Zurita es el conductor del programa a partir de la segunda temporada.

El 14 de febrero de 2019, se anunció que The Substitute sería parte de la lista de programas de 2019 de Nickelodeon. El programa es una producción de The Intellectual Property Corporation, Eli Holzman y Aaron Saidman, con Mike Harney como showrunner. El 20 de marzo de 2019, se anunció que el programa se estrenaría el 1 de abril de 2019, con Jace Norman como estrella invitada en el estreno. Un adelanto del primer episodio se transmitió inmediatamente después de la entrega de los premios Nickelodeon Kids' Choice Awards el 23 de marzo de 2019. El 6 de mayo de 2019, se anunció que Lilly Singh sería la estrella invitada en un episodio que se emitió el 18 de mayo de 2019. El 28 de agosto de 2019, se anunció que Nickelodeon ordenó la serie completa de The Substitute, con un pedido de 10 episodios para un estreno en octubre de 2019. El 18 de septiembre de 2019, se anunció que John Cena sería la estrella invitada en un episodio que se emitió el 4 de octubre de 2019. El 15 de noviembre de 2019, se reveló que Ne-Yo sería la estrella invitada en un episodio navideño que se emitió el 30 de noviembre de 2019.
El 17 de enero de 2020, se reveló que Brie y Nikki Bella serían las estrellas invitadas en un episodio que se emitió el 31 de enero de 2020. También se reveló que las estrellas invitadas adicionales para episodios futuros incluirían a Rico y Raini Rodriguez, Asher Angel, Shaun White, JoJo Siwa, Johnny Orlando, Kel Mitchell y Cooper Barnes. El 23 de octubre de 2020, se anunció que una segunda temporada se estrenaría el 31 de octubre con Ariel Martin, Chloe Kim y Chris Paul entre las estrellas invitadas de la temporada. La temporada también sumó a Juanpa Zurita como nuevo conductor del programa.

## Episodios

### Temporadas
| Temporada | Temporada | Episodios | Episodios | Emisión original      | Emisión original      |
| Temporada | Temporada | Episodios | Episodios | Primera emisión       | Última emisión        |
| --------- | --------- | --------- | --------- | --------------------- | --------------------- |
|           | 1         | 13        | 13        | 1 de abril de 2019    | 9 de mayo de 2020     |
|           | 2         | 12        | 12        | 31 de octubre de 2020 | 25 de febrero de 2021 |

### Temporada 1 (2019–20)
| N.º en serie | N.º en temp. | Título                    | Fecha de emisión original | Fecha de emisión Latinoamérica | Código de prod. | Audiencia (millones) |
| ------------ | ------------ | ------------------------- | ------------------------- | ------------------------------ | --------------- | -------------------- |
| 1            | 1            | «Jace Norman»             | 1 de abril de 2019        | 11 de septiembre de 2020       | 101             | 0.87                 |
| 2            | 2            | «Lilly Singh»             | 18 de mayo de 2019        | 18 de septiembre de 2020       | 102             | 0.75                 |
| 3            | 3            | «John Cena»               | 4 de octubre de 2019      | 25 de septiembre de 2020       | 103             | 0.71                 |
| 4            | 4            | «Ne-Yo»                   | 30 de noviembre de 2019   | 2 de octubre de 2020           | 104             | 0.47                 |
| 5            | 5            | «Las Gemelas Bella»       | 31 de enero de 2020       | 9 de octubre de 2020           | 110             | 0.39                 |
| 6            | 6            | «Rico & Raini Rodriguez»  | 7 de febrero de 2020      | 16 de octubre de 2020          | 106             | 0.36                 |
| 7            | 7            | «Asher Angel»             | 8 de febrero de 2020      | 23 de octubre de 2020          | 107             | 0.46                 |
| 8            | 8            | «Shaun White»             | 15 de febrero de 2020     | 30 de octubre de 2020          | 108             | 0.42                 |
| 9            | 9            | «JoJo Siwa»               | 22 de febrero de 2020     | 6 de noviembre de 2020         | 105             | 0.55                 |
| 10           | 10           | «Johnny Orlando»          | 7 de marzo de 2020        | 13 de noviembre de 2020        | 112             | 0.43                 |
| 11           | 11           | «Cooper Barnes»           | 14 de marzo de 2020       | 20 de noviembre de 2020        | 109             | 0.51                 |
| 12           | 12           | «Kel Mitchell»            | 28 de marzo de 2020       | 27 de noviembre de 2020        | 111             | 0.51                 |
| 13           | 13           | «Las diez mejores bromas» | 9 de mayo de 2020         | 6 de diciembre de 2020         | 999             | 0.40                 |

### Temporada 2 (2020–21)
| N.º en serie | N.º en temp. | Título             | Fecha de emisión original | Fecha de emisión Latinoamérica | Código de prod. | Audiencia (millones) |
| ------------ | ------------ | ------------------ | ------------------------- | ------------------------------ | --------------- | -------------------- |
| 14           | 1            | «Baby Ariel»       | 31 de octubre de 2020     | 3 de septiembre de 2021        | 202             | 0.27                 |
| 15           | 2            | «Chloe Kim»        | 7 de noviembre de 2020    | 10 de septiembre de 2021       | 201             | 0.27                 |
| 16           | 3            | «Chris Paul»       | 14 de noviembre de 2020   | 17 de septiembre de 2021       | 203             | 0.20                 |
| 17           | 4            | «Gabriel Iglesias» | 10 de diciembre de 2020   | 19 de diciembre de 2021        | 208             | 0.29                 |
| 18           | 5            | «The Miz»          | 7 de enero de 2021        | 24 de septiembre de 2021       | 205             | 0.26                 |
| 19           | 6            | «DeAndre Jordan»   | 14 de enero de 2021       | 1 de octubre de 2021           | 206             | 0.38                 |
| 20           | 7            | «Peyton List»      | 21 de enero de 2021       | 8 de octubre de 2021           | 204             | 0.44                 |
| 21           | 8            | «Zedd»             | 28 de enero de 2021       | 15 de octubre de 2021          | 207             | 0.26                 |
| 22           | 9            | «Lele Pons»        | 4 de febrero de 2021      | 22 de octubre de 2021          | 210             | 0.44                 |
| 23           | 10           | «Why Don't We»     | 11 de febrero de 2021     | 29 de octubre de 2021          | 209             | 0.24                 |
| 24           | 11           | «Ty Dolla $ign»    | 18 de febrero de 2021     | 5 de noviembre de 2021         | 212             | 0.20                 |
| 25           | 12           | «Juanpa Zurita»    | 25 de febrero de 2021     | 12 de noviembre de 2021        | 211             | 0.23                 |

## Audiencia
| Temporada | Episodios | Primera emisión       | Primera emisión      | Última emisión        | Última emisión       | Promedio de espectadores (millones) |
| Temporada | Episodios | Fecha                 | Audiencia (millones) | Fecha                 | Audiencia (millones) | Promedio de espectadores (millones) |
| --------- | --------- | --------------------- | -------------------- | --------------------- | -------------------- | ----------------------------------- |
| 1         | 12        | 1 de abril de 2019    | 0.87                 | 28 de marzo de 2020   | 0.51                 | 0.54                                |
| 2         | 12        | 31 de octubre de 2020 | 0.27                 | 25 de febrero de 2021 | —                    | 0.29                                |